# Smygehuk

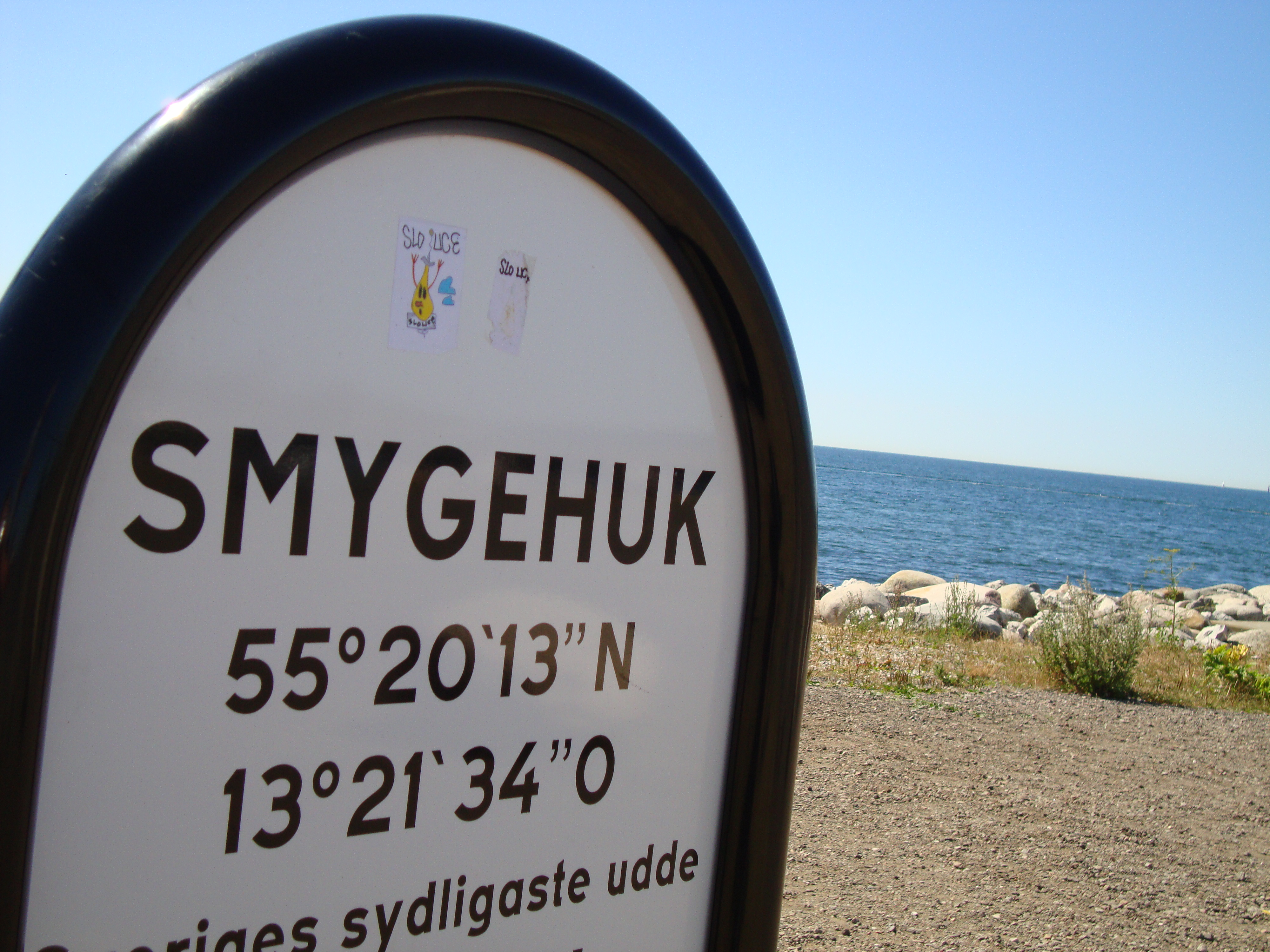
Sveriges sydligaste udde - Bild från 2013.

Smygehuk är en hamn och ett fiskeläge på Skånes sydkust i Östra Torps socken i Trelleborgs kommun, nära Smygehamn. Smygehuk är Sveriges och den skandinaviska halvöns sydligaste udde och är ett välbesökt turistmål med över 200 000 besökare varje sommar. Platsen har en glasskiosk, café, fiskrökeri samt ett båtbyggeri med inriktning mot bland annat träbåtar. Vid hamnen finns en skylt med avståndsangivelser till några europeiska huvudstäder och till Treriksröset. Skylten kompletterades 2007 med en utkiksplats och en kompassliknande avståndsvisare i sten.

## Flora och fauna
Växt- och djurlivet runt udden präglas av den kalkrika marken. På stranden ligger klappersten, som vaskats fram ur den kalkrika berggrunden. Växter som trivs i den kalkrika jorden är arter som backanis, väddklint och trifft. Norr om hamnen finns ett kärr där orkidéerna majnycklar och ängsnycklar trivs. I kärret finns också salamander, grodor och paddor och den starkt hotade strandpaddan. På strandängarna mellan Böste och hamnen i Smyge finns en unik population av huggorm, troligen den enda kvarvarande längs Skånes sydkust. Huggormarna är fridlysta.

## Smygehuks fyr
På 1800-talet drabbades många fartyg av strandningar på den blåsiga kuststräckan kring Smygehuk och Beddinge. Sjöfartsverket beslöt att placera en fyr på den sydligaste punkten för att ge fartygen en fast punkt att navigera efter. Uppdraget att konstruera den gick till Ludvigsbergs Mekaniska Verkstad i Stockholm, och den fraktades ner till Smygehuk där den monterades upp och togs i bruk 1883. Den är rund och byggd av nitade järnplåtar, med en höjd på 17 meter och en lysvidd på två nautiska mil. Om sikten understeg detta, hade fyrpersonalen som uppgift att starta mistluren för att varna fartyg. Fyren var ursprungligen utrustad med en trevekig fotogendriven lampa, men elektrifierades 1931 då en fyrapparat med 500 W elektrisk lykta installerades. Fyren avbemannades 1967 och togs därefter helt ur bruk 1975, då den ersattes av Kullagrunds fyr, som ligger till havs sydost om Trelleborg. Ägaren Trelleborgs kommun tände dock upp fyren igen 2001 och den är öppen för allmänheten. Den gamla fyrvaktarbostaden är ombyggd till vandrarhem och i det gamla mistlurshuset ("Tudehuset") arrangeras bland annat konstutställningar. Sommartid ordnas andakter i fyren, och platsen kan hyras för vigsel och dop.

## Bilder

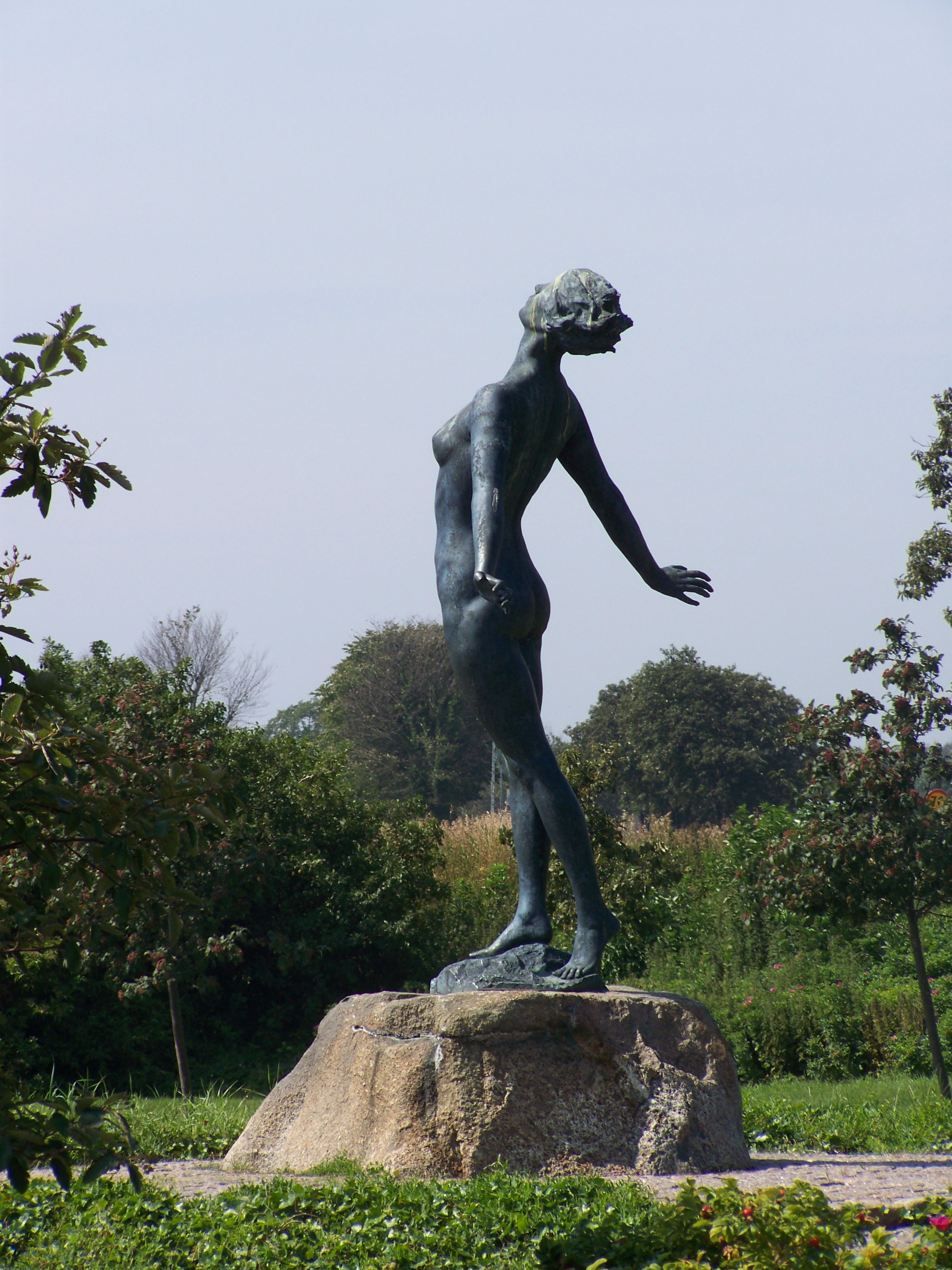
Axel Ebbe. Famntaget 1930. (modell : Birgit Holmquist, mor till Nena von Schlebrügge och mormor till Uma Thurman); Smygehuk, Smygehamn. Skåne, Sverige.
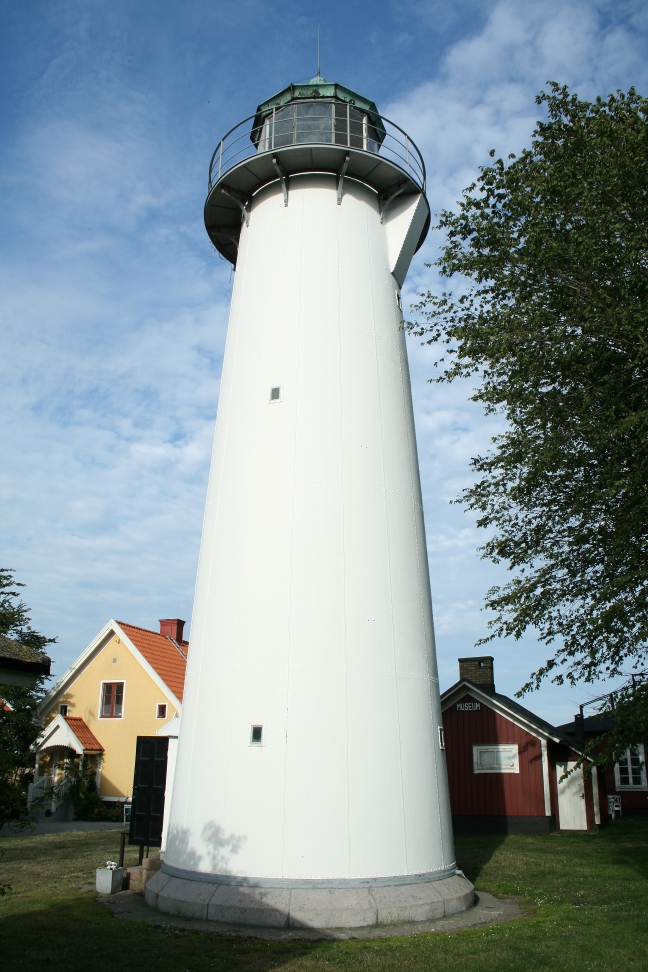
Smygehuks fyr, byggd i nitad järnplåt och mestadels öppen för allmänheten
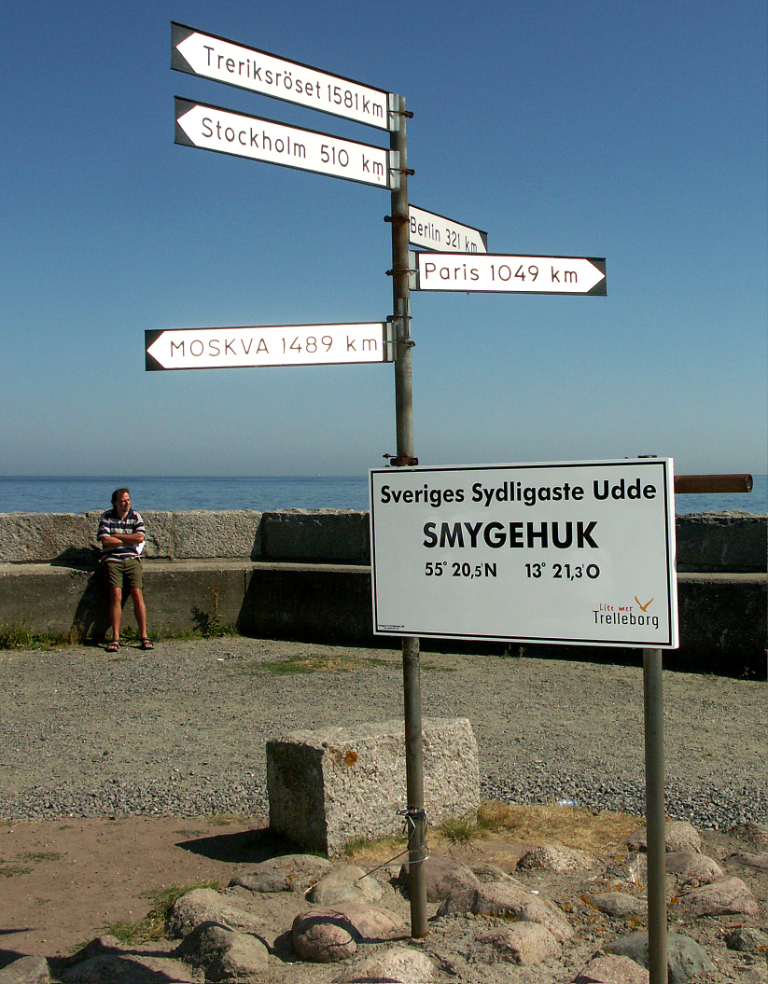
Avstånd till några olika platser
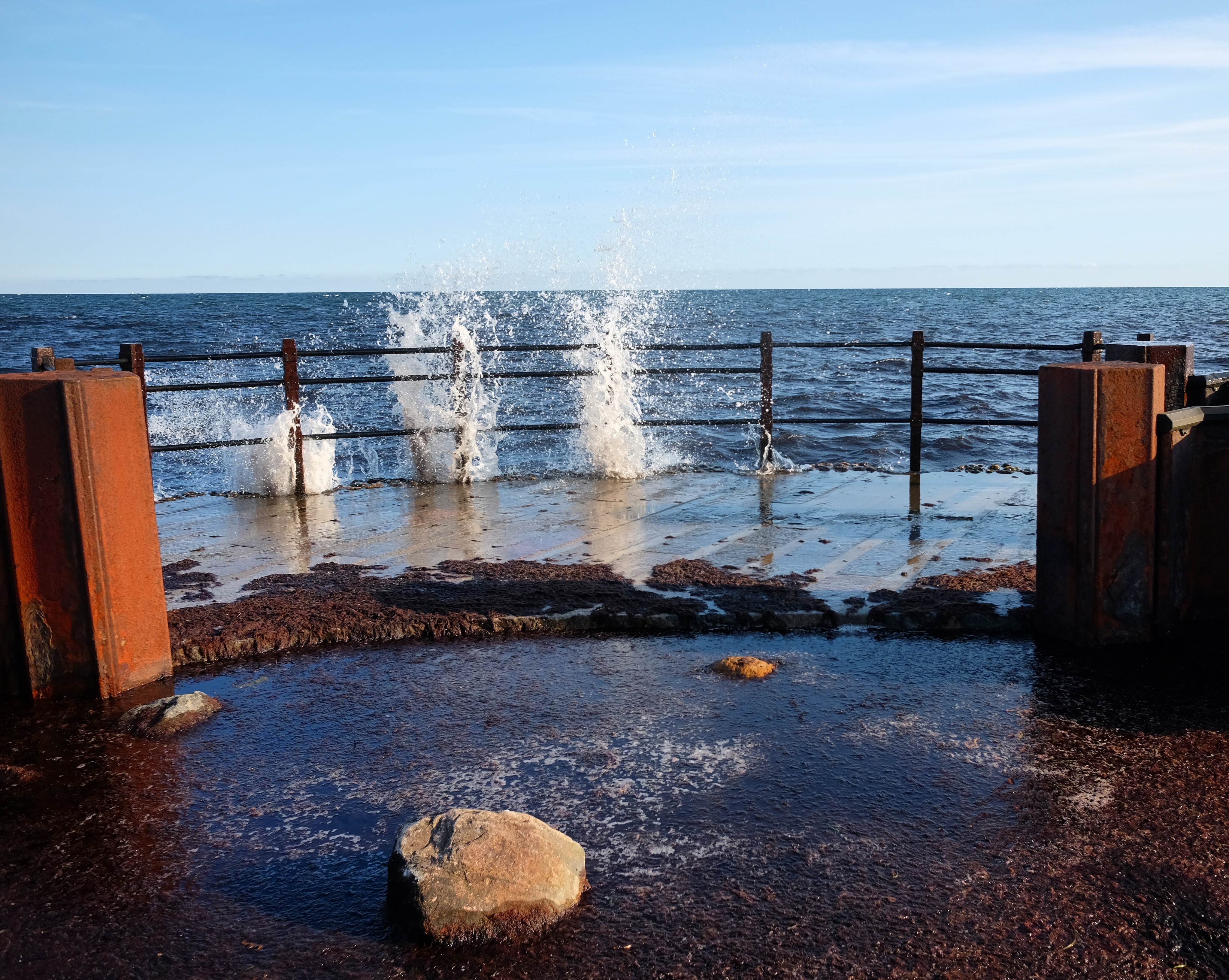
Utkiksplats vid Sveriges sydspets.